# Ivan Dias
Ivan Cornelius Dias (Bombay, 14 aprile 1936 – Roma, 19 giugno 2017) è stato un cardinale e arcivescovo cattolico indiano.

## Biografia
Ivan Cornelius Dias nacque a Bandra, un sobborgo di Bombay il 14 aprile 1936, da Carlo Nazaro Dias (morto nel 1953) e Maria Martins Dias (morta nel 1991), entrambi originari di Velsao, Salcete, presso Goa. Suo padre era sottosegretario del Dipartimento dell'interno del governo del Maharashtra. Secondo di quattro figli, aveva tre fratelli: Francis (tenente generale in pensione delle Forze armate indiane), Ralph e Olaf (un medico).

### Formazione e ministero sacerdotale
Dopo aver conseguito il diploma presso la St. Stanislaus High School, entrò nel seminario dell'arcidiocesi di Bombay. L'8 dicembre 1958 venne ordinato presbitero dal cardinale Valerian Gracias. In seguito fu curato nella chiesa di Santo Stefano a Bombay fino al 1961, quando venne inviato a Roma per proseguire gli studi. Studiò presso la Pontificia accademia ecclesiastica a Roma e nel 1964 conseguì il dottorato
in diritto canonico alla Pontificia Università Lateranense.
Nel 1964 lavorò presso la Segreteria di Stato per preparare la visita di papa Paolo VI a Bombay in occasione del Congresso Eucaristico Internazionale. Lo stesso anno venne nominato cameriere segreto di Sua Santità. Tra il 1965 e il 1973 fu segretario nella nunziatura apostolica di Danimarca, Svezia, Norvegia, Islanda e Finlandia, poi in quella in Indonesia e successivamente in quella di Madagascar, Isola della Riunione, Isole Comore e Mauritius. Tra il 1973 e il 1982 fu capo sezione nella Segreteria di Stato.

### Ministero episcopale
L'8 maggio 1982 papa Giovanni Paolo II lo nominò arcivescovo titolare di Rusubisir e nunzio apostolico in Ghana, Benin e Togo. Ricevette l'ordinazione episcopale il 19 giugno successivo nella basilica di San Pietro in Vaticano dal cardinale Segretario di Stato Agostino Casaroli, coconsacranti gli arcivescovi Achille Silvestrini, segretario del Consiglio per gli affari pubblici della Chiesa, e Duraisamy Simon Lourdusamy, segretario della Congregazione per l'evangelizzazione dei popoli.
Il 20 giugno 1987 venne nominato nunzio apostolico in Corea e il 22 ottobre 1991 nunzio apostolico in Albania. In questa veste accolse papa Giovanni Paolo II nella sua storica visita del 25 aprile 1993 durante la quale il Pontefice polacco ordinò nella cattedrale di Scutari quattro vescovi, ricostituendo così la gerarchia ecclesiastica duramente colpita dal regime comunista di Enver Hoxha. In questo paese promosse la ricostruzione della Chiesa locale dopo quasi cinque decenni di dittatura comunista invitando missionari stranieri nel paese e lavorando con il Governo albanese per recuperare le chiese e le scuole cattoliche. Dal 1992 all'8 novembre 1996 fu amministratore apostolico dell'Albania meridionale.
L'8 novembre 1996 venne nominato arcivescovo metropolita di Bombay e il successivo 13 marzo prese possesso dell'arcidiocesi. Era un sostenitore dichiarato del documento della Congregazione per la dottrina della fede Dominus Iesus e dichiarò che i non cattolici "si trovano in una situazione gravemente deficitaria rispetto a coloro che, nella Chiesa, hanno la pienezza dei mezzi di salvezza". Dias disse anche che il documento è "una riaffermazione... [che] Gesù è l'unico Salvatore del mondo. Abbiamo il diritto di dire quello che siamo e gli altri possono accettarlo o meno".
Il 21 febbraio 2001 papa Giovanni Paolo II lo creò cardinale e gli assegnò il titolo di Spirito Santo alla Ferratella del quale prese possesso il 3 giugno successivo. Il 10 marzo successivo venne nominato membro del consiglio di cardinali per lo studio dei problemi organizzativi ed economici della Santa Sede. Nell'ottobre dello stesso anno ricoprì la carica di presidente delegato nella 10ª assemblea generale ordinaria del Sinodo dei Vescovi.
Nel 2003 scrisse l'omelia per la messa di beatificazione di Madre Teresa di Calcutta con la quale aveva stretto amicizia durante il suo mandato come nunzio in Albania. Una volta disse che "raggiungere i nostri simili, abbracciando i poveri come ha fatto Madre Teresa, deve diventare un servizio comune per ogni cristiano". Lamentando la dominazione del mondo "della tecnologia dell'informazione, dell'insegnamento New Age e del declino dei valori etici" affermò che interi paesi vengono "schiacciati dalle ideologie atee e dalle proposte allettanti che esaltano la cultura anti-Dio e la cultura della morte". In occasione del conclave del 2005 venne inserito da molti organi di stampa tra i cardinali considerati papabili. Il settimanale Time affermò che "vista la sua grande esperienza diplomatica la sua elezione rappresenterebbe una scelta coraggiosa dal mondo in via di sviluppo".
Il 20 maggio 2006 papa Benedetto XVI lo nominò prefetto della Congregazione per l'evangelizzazione dei popoli e presidente della Commissione interdicasteriale per i religiosi consacrati, in sostituzione del cardinale Crescenzio Sepe, nominato nuovo arcivescovo di Napoli. Dallo stesso giorno fu anche gran cancelliere della Pontificia Università Urbaniana sostituendo anche in questo ruolo il cardinale Sepe. Rimase in carica fino al 10 maggio 2011 quando si ritirò per raggiunti limiti di età e venne sostituito dall'arcivescovo Fernando Filoni.
Partecipò al conclave del 2013 che elesse papa Francesco. Il 14 aprile 2016, al compimento dell'ottantesimo anno di età, uscì dal novero dei cardinali elettori.
Partecipò alla X assemblea generale ordinaria del Sinodo dei vescovi che ebbe luogo nella Città del Vaticano dal 30 settembre al 27 ottobre 2001 sul tema "Il Vescovo: Servitore del Vangelo di Gesù Cristo per la speranza del mondo", della quale fu anche presidente delegato, alla XI assemblea generale ordinaria del Sinodo dei vescovi che ebbe luogo nella Città del Vaticano dal 2 al 23 ottobre 2005 sul tema "L'Eucaristia: fonte e culmine della vita e della missione della Chiesa", alla XII assemblea generale ordinaria del Sinodo dei vescovi che ebbe luogo nella Città del Vaticano dal 5 al 26 ottobre 2008 sul tema "La Parola di Dio nella vita e nella missione della Chiesa" e alla II assemblea speciale per l'Africa del Sinodo dei vescovi che ebbe luogo nella Città del Vaticano dal 4 al 25 ottobre 2009 sul tema "La Chiesa in Africa a servizio della riconciliazione, della giustizia e della pace. "Voi siete il sale della terra... Voi siete la luce del mondo" (Mt 5, 13.14)".
Fu membro della Congregazione per la dottrina della fede dal 15 maggio 2001, della Congregazione per il culto divino e la disciplina dei sacramenti, della Congregazione per le Chiese orientali, della Congregazione per l'educazione cattolica, del Pontificio consiglio della cultura, del Pontificio consiglio per i laici, del Pontificio consiglio per la promozione dell'unità dei cristiani, del Pontificio consiglio per il dialogo interreligioso, del Pontificio consiglio delle comunicazioni sociali, del Pontificio consiglio per i testi legislativi dal 6 maggio 2008 e della Pontificia commissione per i beni culturali della Chiesa dal 18 maggio 2001.
Fu inviato speciale del papa alle celebrazioni per il decimo anniversario della visita papale in Albania che ebbe luogo a Tirana il 25 aprile 2003, alle celebrazioni del centenario dell'evangelizzazione del Ghana che ebbero luogo a Navrongo il 23 aprile 2007, all'inaugurazione dell'anno giubilare per il 150º anniversario delle apparizioni della Beata Vergine Maria a Santa Bernadette Soubirous che ebbe luogo nel Santuario di Nostra Signora di Lourdes, in Francia, l'8 dicembre 2007, alle celebrazioni del nuovo millennio cristiano in Etiopia che si svolsero ad Addis Abeba dal 2 al 4 maggio 2008 in occasione del congresso eucaristico nazionale etiopico e alle celebrazioni conclusive dell'anno giubilare della Chiesa in Vietnam nel 350º anniversario della creazione dei due primi vicariati apostolici e nel 50º anniversario dell'istituzione della gerarchia cattolica che ebbero luogo presso il Santuario Mariano di La Vang dal 4 al 6 gennaio 2011.
Morì a Roma alle ore 20 del 19 giugno 2017 dopo una lunga malattia. Le esequie si tennero il 21 giugno alle ore 15 all'Altare della Cattedra della basilica di San Pietro: la liturgia esequiale venne celebrata dal cardinale Angelo Sodano, decano del Collegio Cardinalizio, mentre al termine della celebrazione papa Francesco presiedette il rito dell'ultima commendatio e della valedictio. La salma venne poi tumulata nel sacello di Propaganda Fide nel cimitero del Verano.

## Opinioni

### Violenze anticristiane
Durante il suo incarico come arcivescovo, Dias spesso condannò la discriminazione contro i cristiani nella società indiana attuata dai fondamentalisti indù. Nel dicembre del 2001 invitò i leader delle comunità religiose di tutta Bombay a casa sua per "un incontro per la pace in un mondo lacerato dalla guerra e dall'odio". Nel 2002 denunciò le pressioni esercitate dalle autorità indiane sulle scuole cattoliche che "hanno dovuto fare i conti con funzionari pubblici che non collaborano e abusivi, nonché con l'intimidazione".

### Aborto e omosessualità
Dias si autodefinì teologicamente conservatore e manteneva con forza le prese di posizione della Chiesa contro l'aborto e l'omosessualità. Riteneva che gay e lesbiche potessero essere "curati dalle loro tendenze innaturali" attraverso il sacramento della penitenza.

### Comunione anglicana
Durante un discorso pronunciato alla Conferenza di Lambeth espresse la sua disapprovazione per gli sfrenati cambiamenti che la Comunione anglicana stava vivendo. Disse infatti: "Quando viviamo miopi nel presente fugace incuranti del nostro patrimonio passato e delle tradizioni apostoliche, potremmo ben essere affetti dal morbo di Alzheimer spirituale [...] o dal Parkinson ecclesiale".

## Genealogia episcopale e successione apostolica
La genealogia episcopale è:
- Cardinale Scipione Rebiba
- Cardinale Giulio Antonio Santori
- Cardinale Girolamo Bernerio, O.P.
- Arcivescovo Galeazzo Sanvitale
- Cardinale Ludovico Ludovisi
- Cardinale Luigi Caetani
- Cardinale Ulderico Carpegna
- Cardinale Paluzzo Paluzzi Altieri degli Albertoni
- Papa Benedetto XIII
- Papa Benedetto XIV
- Papa Clemente XIII
- Cardinale Marcantonio Colonna
- Cardinale Giacinto Sigismondo Gerdil, B.
- Cardinale Giulio Maria della Somaglia
- Cardinale Carlo Odescalchi, S.I.
- Cardinale Costantino Patrizi Naro
- Cardinale Lucido Maria Parocchi
- Papa Pio X
- Papa Benedetto XV
- Papa Pio XII
- Cardinale Eugène Tisserant
- Papa Paolo VI
- Cardinale Agostino Casaroli
- Cardinale Ivan Dias

La successione apostolica è:
- Cardinale Oswald Gracias (1997)
- Vescovo Percival Joseph Fernandez (2001)
- Vescovo Agnelo Rufino Gracias (2001)
- Arcivescovo George Antonysamy (2005)
- Vescovo António Francisco Jaca, S.V.D. (2007)
- Vescovo Yves Maria Monot, C.S.Sp. (2008)